# Lista de espécies em perigo de extinção
A versão de 2012 da Lista Vermelha da UICN listava 6106 espécies de seres vivos como espécies ameaçadas,sendo 3375 animais, 1 fungo, 2729 plantas e 1 protista.
Para as espécies de acordo com a IUCN, consulte:
- Animais (reino Animalia) - Lista Vermelha da IUCN de Animais
- Fungos (reino Fungi) - Cladonia perforata
- Plantas (reino Plantae - Lista Vermelha da IUCN de Vegetais
- Protistas (reino Protista) - Sargassum setifolium